# Зміїношия черепаха новогвінейська
Зміїношия черепаха новогвінейська (Chelodina novaeguineae) — вид черепах з роду Австралійська зміїношийна черепаха родини Змієшиї черепахи.

## Опис
Загальна довжина карапаксу сягає 30 см. Голова витягнута, сплощена з боків. Шия досить коротка й тонка, десь 55-60 % довжини карапаксу. Карапакс має овальну форму, розширюється у задній частині.
Голова і шия зверху оливково-коричневі, а знизу кремово-жовті. Карапакс забарвлено у коричнюватий кольор. Пластрон може коливатися від кремового до жовтого з чітко виділеними межами щитків. Кінцівки оливково-коричневі.

## Спосіб життя
Полюбляє повільні поточні річки, струмки, болота, мілководні лагуни, які висихають і залишаються сухими більшу частину року. Харчується хробаками, комахами, земноводними, дрібною рибою, креветками, водними рослинами.
Самиця відкладає яйця увесь сухий сезон. У кладці від 9—12 до 17—21 яєць в залежності від регіону. Температура інкубації 25—28 °C й тривалість 80—94 діб. Яйця мають видовжену форму, розмір 29,0-31,4 x 20-21,8 мм, черепашенята з'являються 31,3 мм завдовжки.

## Розповсюдження
Мешкає на південному заході о.Нова Гвінея, від північно-східної частини Квінсленда до регіону Делі Вотерс на Північній Території (Австралія). Також зустрічається на о. Ротті (Індонезія).